# Llei de Walras
La Llei de Walras és, en la teoria de l'equilibri general, un principi que estableix que la suma de la demanda (o demanda agregada) (D) ha d'igualar, tenint en compte els preus (p), a la suma de l'oferta (S). És a dir, ΣpD - ΣpS = 0.
De l'anterior, segueixen dos corol·laris:
- Si en un sistema de n mercats hi ha equilibri en n−1 mercats, el n-èsim mercat estarà en equilibri.
- Si en un sistema de mercats hi ha un excés de demanda positiu en algun sector, aleshores hi ha d'haver almenys algun altre sector en què hi ha un excés de demanda negatiu.

## Origen i hipòtesis
El principi és així anomenat en honor de Léon Walras, qui ho divulgà en les seves càtedres a la Universitat de Lausana, formalitzant una proposta anterior (Al seu torn derivada de la Llei de Say) de John Stuart Mill en els seus Essays on Some Unsettled Questions of Political Economy (1844).
Walras generalitza a partir del procés de tempteig walrasià o subhasta per tempteig en economies en les quals hi ha molts productors i cap pot controlar directament el preu. És a dir, assumeix competència perfecta. Walras postula que tots els béns presents en aquest mercat pertanyen a la categoria de bé desitjable i qualsevol bé amb excés d'oferta és sempre un bé gratuït.
Addicionalment, Walras assumeix explícitament que tots els ingressos dels participants als mercats només s'originen de la venda de béns que ells posseeixen (cosa que implica que el treball és considerat una mercaderia) i que la totalitat d'aquests ingressos seran utilitzats directament i immediatament al mercat (és a dir, no hi ha estalvis).
Des d'aquest punt de vista, Walras considera que tots els participants al mercat són productors (incloent-hi els individus o les llars, que “produeixen feina”) i, conseqüentment, tots són “acceptadors de preu” (“preneurs de prix” en francès; “price takers” en anglès) en la mesura que tots estan subjectes als efectes de la demanda.
Hi ha també una varietat d'assumpcions implícites que són objecte de debat (vegeu més avall)

## Formulació
En termes formals la llei de Walras s'expressa generalment de la següent manera: per a qualsevol sistema econòmic, estigui o no en equilibri, hi ha un conjunt de preus reals (vector en el llenguatge formal) tal que la suma dels preus totals de tot allò ofert equival a la suma de la demanda mesurada en diners, conseqüentment, la sostracció d'ambdues quantitats és zero i tot el posat al mercat es ven, el que porta al buidament del mercat.
| {\displaystyle \ {\overrightarrow {p}}\sum _{i=1}^{n}[d({\overrightarrow {p}})-s({\overrightarrow {p}})]=0} |

En la qual d és la demanda, s és l'oferta (de l'anglès supply) i{\displaystyle \ {\overrightarrow {p}}} és el vector de preus.

Una formulació alternativa, seguint la terminologia walrasiana, que considera que tota oferta es pot considerar demanda per algun altre bé (veure llei de Say) és:
{\displaystyle \sum _{i=1}^{n}p_{i}E_{i}=0}
La qual estableix que si definim l'excés de demanda (E) sobre un bé “i” (d'un univers “n” de béns), {\displaystyle E_{i}}, i assumim que tot allò comprat iguala (monetàriament) tot allò venut o tots els ingressos equivalen a totes les vendes, segueix que tot el que els individus poden comprar (demandar) és igual a tots els preus del venut. Segueix que la suma de qualsevol putatiu excés de demanda és zero (o que els excessos en un sector del mercat han d'equivaler exactament, en termes monetaris, a les deficiències en un altre sector).
L'aproximació conceptual a l'anterior és intuïtiva: si assumim que els ingressos només provenen de la venda -incloent-hi venda de treball- tot el comprat s'ha d'igualar exactament a tot allò venut i no hi poden haver excedents monetaris de cap tipus. Això encara és més clar si no prenem els diners en consideració i concebem les compravendes com a intercanvis d'un bé per l'altre (Llei de Say). (Noteu que l'anterior no estableix que els mercats estiguin en equilibri, només que, en principi, no hi pot haver un excés o manca de demanda). Una aproximació alternativa emfatitza alguns dels elements de la problemàtica de la proposta: És el cas que en una economia qualsevol tot allò venut ha d'equivaler exactament a tot allò comprat. Aquesta situació no equival necessàriament a l'equilibri tal com Walras ho defineix. Això estableix un univers o conjunt d'interrelacions de preus tals que tots porten a la venda de tot allò que s'ha produït.
Hi ha una varietat de demostracions formals de l'anterior.
Addicionalment Walras postula que d'aquest univers de preus hi ha un conjunt específic (vector) que porta a aquest equilibri.
La demostració més general que hi ha un vector de preus tal que condueix a l'equilibri és molt més complexa i es deriva del treball de John von Neumann que, alhora, es basa en el Teorema del punt fix de Brouwer i la seva generalització, el Teorema del punt fix de Kakutani. Aquestes propostes van donar origen a una varietat de demostracions econòmiques, com ara el Teorema d'Equivalència d'Uzawa que estableix que “l'existència d'equilibri walrasià és equivalent al teorema del punt fix de Brouwer, és a dir, l‟existència d‟un punt fix per a qualsevol funció contínua d‟un símplex n-dimensional a si mateix“. Potser la demostració més accessible es troba a l'obra de Hal Varian.
Una aproximació alternativa simplement assumeix l‟existència d‟equilibri i es concentra a demostrar que aquest equilibri és estable. Això es basa en l'existència de béns substitutius i l'ús de les matrius de diagonal dominant (veure mètode de Jacobi). Aquesta aproximació va ser introduïda per Lionel Mckenzie.
La demostració dels corol·laris és trivial.

## Crítica i desenvolupaments posteriors
La crítica més usual a la llei de Walras és tant el fet que l'equilibri no s'observa a la pràctica, així com l'alt nivell de demandes o supòsits que el model imposa per aconseguir-lo, el que ha portat alguns a suggerir que la proposta és poc realista: "No obstant, no s'ha aconseguit demostrar que les forces del mercat que procedeixen per temptejos o aproximacions successives, cosa que Walras va anomenar tâtonnements, condueixin a l'equilibri, ni que aquest sigui únic i estable. En aquest ordre d'idees, H. Sonnenschein va establir que les funcions de demanda neta que resulten del "model Arrow-Debreu" poden tenir qualsevol forma. Així, l'anomenada "Llei de la Demanda" resulta poc versemblant i, en canvi, sembla més probable que operi la inestabilitat dels tâtonnements walrasians. Gerard Debreu, el 2001, va assenyalar la impossibilitat de poder demostrar que l'equilibri econòmic general fos únic i estable, llevat que es recorregués a hipòtesis extremadament restrictives molt allunyades de la realitat.”.
Això ha portat a diverses temptatives de millora.

Diagrama de preus i vendes (1985-1994) de nous allotjaments a l'Illa de França

D'una banda, el desfasament entre la predicció central del model (que els preus de mercat evolucionarien a un preu d'equilibri) i la realitat observada (vegeu, per exemple, diagrama de nous allotjaments a l'Illa de França) ha portat a diverses propostes. Potser la més important és el model de la teranyina.
De l'altra, el relaxament de les condicions que el model demana, en la tradició d'Arrow i Debreu i Lionel W. McKenzie porta al conegut Teorema de Sonnenschein-Mantel-Debreu, que estableix, en relació amb allò que ens interessa, que no només hi ha més que un sol “vector de preus” que condueix al buidament del mercat i que, per tant, no es pot postular, en una mà, que hi hagi un procés tal com el tempteig que condueixi a un equilibri únic i estable sinó també que aquest equilibri pot adoptar qualsevol forma, la qual cosa és una manera de dir que hi ha nombrosos punts (interrelacions de preus) que poden ser considerats d'equilibri.
Si bé això és considerat negatiu o desil·lusionant per als teòrics de l'equilibri, tal relaxament ofereix també diversos avantatges i estableix les bases de molts dels desenvolupaments de les teories modernes del desequilibri dinàmic, les teories no walrasianas i les bases per a les aproximacions que busquen proveir microfonaments per a la macroeconomia. (veure Nova economia clàssica i Nova Economia Keynesiana).
Hi ha també algunes crítiques a la demostració d'Uzawa. Per exemple, Benetti et al. argumenten que la demostració basada en els teoremes del punt fix són matemàticament convenients, però no tenen significat econòmic: el procés descrit pel teorema no correspon a cap procés realista de variacions de preus.
En aquesta línia d'argumentació es destaca la contribució de K. Vela Velupillai, que suggereix que el model estàndard del càlcul de l'equilibri (basat en els teoremes del punt fix) no és computable ni constructiu en el sentit matemàtic. És a dir, a la pràctica econòmica, no es pot calcular un punt d'equilibri putatiu. Velupillai no nega ni la conveniència d'assumir tal punt com la seva realitat, però suggereix que el mètode utilitzat no és suficient per aconseguir-lo.
Això ha donat lloc a diverses temptatives alternatives de demostrar el "teorema d'existència" (especialment el problema de la convergència dels preus al punt d'equilibri), tot i que aquest enfocament ha demostrat ser més eficaç que els mètodes de punt fix, la convergència no s'ha demostrat teòricament».

## Diagonalització
El teorema del punt fix de Brouwer especifica una funció sobre un conjunt acotat unitari.
| {\displaystyle \ f(x)=x\Rightarrow f(x)-x=0} |

Traduït a termes econòmics x són les quantitats. L'agent arriba al mercat i fa unes compres, és a dir, l'individu demanda unes quantitats de producte a un preu. Aquesta demanda és f(x). El sumatori de les demandes menys el sumatori de les ofertes ha de ser igual a zero, segons la Llei de Walras. El valor de les quantitats demanades ha de ser igual al valor de les quantitats ofertes. Quan el preu és unitari
| {\displaystyle \ f(x)=x\Rightarrow f(x)-x=0} |

Però també podrem utilitzar una matriu diagonalitzable. La diagonalització consisteix a trobar una base de vectors propis associat a valors propis. En aquest cas, la matriu a diagonalitzar serà A i en representa les quantitats. El valor o valors propis representen el preu.
| {\displaystyle \ f(px)=px\Rightarrow {\begin{vmatrix}A-p\end{vmatrix}}x=0} |

Evidentment, totes les matrius no són diagonalitzables i els vectors quantitats tampoc no podran ser linealment dependents. S'han de produir subespais espectrals per a tots els preus la suma dels quals de les seves dimensions coincideixi amb el rang de la matriu de quantitats.
{\displaystyle {\begin{vmatrix}A-p\end{vmatrix}}={\begin{vmatrix}a_{1,1}-p&a_{1,2}&a_{1,3}\\a_{2,1}&a_{2,2}-p&a_{2,3}\\a_{3,1}&a_{3,2}&a_{3,3}-p\end{vmatrix}}}
Matemàticament el mercat es pot, o no, buidar.